# Стельмах Дмитро Миколайович
Дмитрó Микола́йович Стéльмах (25 вересня 1982, м. Кривий Ріг — 6 жовтня 2022, с. Весела Долина) — український військовик, молодший сержант, командир відділення протитанкових керованих ракет взводу протитанкових керованих ракет 58-го окремого стрілецького батальйону Збройних сил України; захисник територіальної цілісности і суверенітету України під час повномасштабної російсько-української війни, що почалася 24 лютого 2022 року; загинув у бою за Бахмут.

## Біографія
Народився 25 вересня 1982 року в місті Кривому Розі, що на Дніпропетровщині. У 1997 закінчив 9 класів Криворізької загальноосвітньої школи № 74 на мікрорайоні Ювілейний, де він і проживав. Захоплювався боксом. Далі вступив до Криворізького коксохімічного технікуму Національної металургійної академії України. Закінчив його у 2001 році та до початку повномасштабної російської агресії на підприємстві "АрселорМіттал Кривий Ріг". Водночас у 2009 вступив до Державного вищого навчального закладу "Криворізький національний університет". 2014 року здобув спеціальність за фахом машинобудування. Працював слюсарем-ремонтником у конвертерному цеху (ремонтував енергетичне обладнання) компанії. Перед війною перейшов у технічну групу № 3 з ремонту та обслуговування енергоустаткування, створену як пілотний проєкт.

У соціальних мережах "АрселорМіттал Кривий Ріг" згодом після загибелі Дмитра Стельмаха писали:
"Він часто виконував обов’язки майстра, легко знаходив спільну мову з колегами, вміло організовував роботу, багато уваги приділяв своєму розвитку, успішно виконував будь-які виробничі завдання. Дмитро мав веселу вдачу, жив на позитиві, був душею компанії".

## Військова служба
Військова служба Дмитра Миколайовича почалася у 2003 році у частині А2545 17-ї окремої танкової бригади Кривого Рогу, де він здобув спеціальність старшого механіка-водія середніх танків.
З початком повномасштабної агресії російської федерації у лютому 2022 пішов до військкомату та став до лав Української армії. До середини червня служив у роті охорони Саксаганського районного територіального центру комплектування та соціальної підтримки Дніпропетровської області як гранатометник.
15 червня 2022 року переведений до військової частини А4443 58-го окремого стрілецького батальйону на посаду командира відділення протитанкових керованих ракет взводу протитанкових керованих ракет. У складі 58-го батальйону молодший сержант Дмитро Стельмах сумлінно виконував свої обов’язки щодо захисту Батьківщини на Донецькому напрямку. Виконував бойові завдання поблизу міста Бахмута.

## Загибель
6 жовтня 2022 року під час виконання чергового бойового завдання Дмитро Стельмах загинув, прикриваючи бойових побратимів у районі населеного пункту Весела Долина, що на околиці Бахмута. Там він отримав множинні осколкові поранення різних частин тіла, не сумісні з життям.
До останнього подиху він був вірний військовій присязі, служив Батьківщині та народу України.

## Сім'я
Батьки — Стельмахи Микола Іванович та Ніна Іванівна.
Залишилися дружина Вікторія Іванівна та два неповнолітні сини — Іван і Максим.

Так Вікторія Стельмаха згадувала свого чоловіка:
"Готовий був всім допомогти і допомагав, знайомим, незнайомим людям на вулиці. Віддавав останнє тому, кому погано. І наостанок віддав найцінніше — своє життя".

## Нагороди
- 13 жовтня 2022 року, у день похоронів Дмитра Стельмаха, у Кривому Розі його дружині вручено відзнаку Дмитра Миколайовича "За заслуги перед містом" III ступеня (посмертно) за проявлену мужність перед Українським народом[1].
- Також має відзнаку командувача військ оперативного командування «Схід» (посмертно)[2].
- Указом Президента України №256/2023 "Про відзначення державними нагородами України" від 1 травня 2023 року молодшого сержанта Стельмаха Дмитра Миколайовича було посмертно нагороджено орденом "За мужність" III ступеня[5].

## Вшанування пам'яті
13 жовтня 2022 року тіло Дмитра Стельмаха поховали на Алеї Слави Центрального кладовища Кривого Рогу.
25 листопада 2022 на сайті виконкому Криворізької міської ради оприлюднили петицію з пропозицією установити меморіальну дошку Стельмаху Дмитру Миколайовичу на будинку № 65 на вулиці Саласюка, назвати його іменем сквер Співдружності (та «в майбутньому встановити у сквері пам’ятний знак усім криворіжцям, які загинули в протистоянні російській агресії») та/або надати ім’я Дмитра Стельмаха одній із вулиць Кривого Рогу (Рубльова, Дмитрія Донського, Байкальській, Маяковського, Васнєцова, бульвару Маршала Василевського…). 

17 лютого 2023 року петиція назбирала необхідну кількість підписів криворіжців до закінчення встановленого законом терміну — 3 місяці (до 25 лютого). Проте 24 лютого опівдні було оприлюднено рішення Криворізької міської ради, згідно з яким ініціативу містян відхилено. Того ж дня депутатка Криворізької міської ради від політичної партії "Сила людей" Наталія Шишка опублікувала допис у фейсбуці щодо згаданого голосування, наголошуючи на можливості упереджености й підкупности деяких своїх колег і колежанок. Зокрема в публікації указується на роль урядущої партії Кривого Рогу (станом на лютий 2023 року) — "Блок Вілкула "Українська перспектива"". Сама ж влада Кривого Рогу в листі до авторки петиції Людмили Харенко від 27.02.2023 року (як і до автора схожої петиції Володимира Жолобова, що розглядалася в той самий день) зазначила:
"Депутати Криворізької міської ради вважають за доцільне повернутися до питань перейменування топонімічних назв в місті та вшанування памʼяті всіх загиблих захисників Батьківщини після нашої Перемоги і завершення дії воєнного стану".
На сайті виконкому Криворізької міської ради тепер указано, що на пленарному засіданні ХХХVI сесії Криворізької міської ради VIII скликання петицію не підтримано (звернення Любові Горбачової).